# دختر دیگر بولین (فیلم ۲۰۰۸)
دختر دیگر بولین (به انگلیسی: The Other Boleyn Girl) فیلمی در ژانر درام، تاریخی محصول ۲۰۰۸ به کارگردانی جاستین چادویک است. داستان فیلم برگرفته از کتاب دختر دیگر بولین با نویسندگی فیلیپا گرگوری است که در سال ۲۰۰۱ چاپ شده‌است.
این روایتی تخیلی از زندگی اشراف قرن شانزدهم است که به زندگی آریستوکراسی آن بولین (همسر دوم هنری هشتم) و ماری بولین (خواهر کوچکتر آن) می‌پردازد؛ اگر چه به تاریخ دقیق آن نمی‌پردازد. مکان اصلی فیلمبرداری این فیلم کنت در انگلستان بود. تهیه‌کنندگان این فیلم چند دقیقه از فیلم را در قلعه هِور، جایی که چند نسل از خانواده بولین در آن ساکن بودند، فیلمبرداری کردند.
نخستین اکران این فیلم در زمان جشنواره فیلم برلین در سال ۲۰۰۸ انجام شد. در ۲۹ فوریه نیز در آمریکا و در تاریخ ۷ مارس در انگلستان به اکران عمومی درآمد. این فیلم موفق شد ۹٫۵ میلیون دلار در انگلستان از طریق فروش بلیت سینما درآمدزایی کند و ۲۶ میلیون دلار نیز درآمد حاصل از فروش بلیت این فیلم در سینماهای آمریکا بود. نسخه بلو-ری این فیلم نیز در ۱۰ ژوئن ۲۰۰۸ وارد بازار فروش شد. این فیلم با بودجهٔ ۳۵ میلیون دلاری موفق به فروش جهانی بیش از ۷۸ میلیون دلاری گردید.
با اقتباس از همین کتاب در سال‌های ۲۰۰۳، ۲۰۰۸، ۲۰۱۳ و ۲۰۱۸ چند سریال تلویزیونی، ساخته شد.

## داستان فیلم

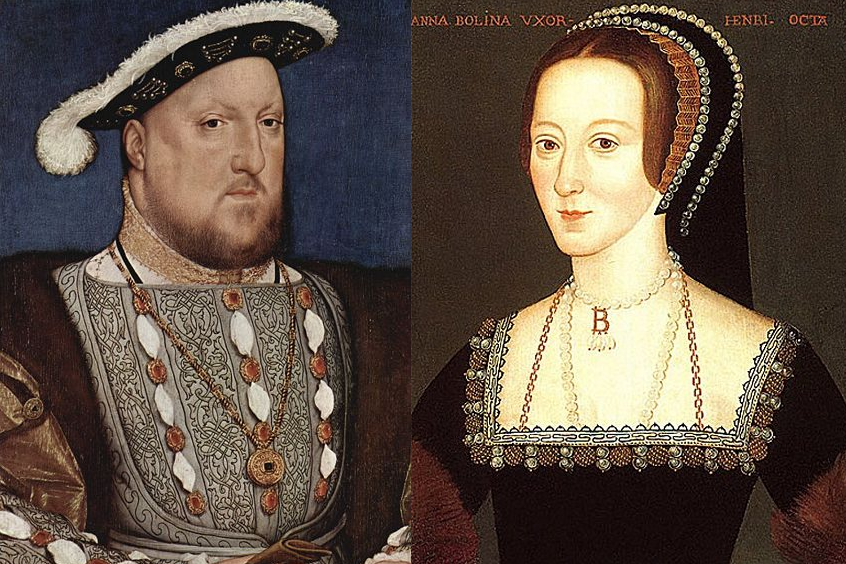
هنری هشتم و همسر دومش آن بولین

«سر توماس بولین» و «الیزابت هاوارد» صاحب دو دختر و یک پسر به نام‌های «آن بولین»، «ماری بولین» و «جورج بولین» می‌شوند. فرزندان اختلاف سنی کمی نسبت به یکدیگر دارند، از این رو رابطه نزدیکی بین آن‌ها برقرار است. وقتی فرزندان به سن جوانی می‌رسند، مری (خواهر کوچکتر) با «ویلیام کری» ازدواج می‌کند و زندگی شادی را آغاز می‌نماید. در حالیکه خواهر بزرگتر، «آن» همچنان مجرد باقی‌مانده‌است.
پدر دختران و دایی آن‌ها «دوک نورفولک» که سودای قدرت و ثروت را در سر دارند؛ آنها که از سقط‌های چندباره ملکه انگلستان «کاترین آرگون» آگاه هستند، تصمیم می‌گیرند در سفری که می‌بایست پادشاه انگلستان «هنری تئودور هشتم» برای شکار، در آینده‌ای نزدیک به آن منطقه انجام می‌داد؛ «آن» را به او معرفی کنند؛ به این امید که مورد پسند شاه قرار گیرد و شاه وی را به عنوان معشوقه و یکی از زنان حرم سرای خود قبول کند و آن‌ها نیز از این طریق به خواسته مورد نظر خود دست یابند. «آن» نیز می‌پذیرد که با آن‌ها همکاری کند.
اما درست هنگامی که همه چیز طبق نقشهٔ آن‌ها در حال پیشرفت بود، وقوع حادثه‌ای در هنگام شکار و سقوط پادشاه از اسب، موجب می‌شود که توجه پادشاه به مری که از او پرستاری می‌کند؛ جلب شود و او را به کاخ دعوت نماید. این در حالی بود که مری علاقه‌ای به این کار نداشت و تمایل داشت، زندگی اش را در کنار همسر خود در راچفورد بگذراند. اما با موافقت همسر خود که به پیشنهاد شاه، موقعیت خوبی در شورای عالی سلطنتی پیدا کرده‌است؛ مری نیز مجبور می‌شود از شوهرش جدا شده به عنوان «ندیمه ملکه» به دربار بپیوندد.
در همان زمان با متولد شدن فرزند دختر هنری هشتم و کاترین آراگن که ماری تئودور نامیده شد، ادامه حیات پادشاهی بریتانیا در غیاب پسری از هنری که وارث تاج و تخت وی شود به خطر می‌افتد و بیم آن می‌رود که با یائسگی ملکه، از این به بعد نیز هیچ فرزند پسری در کاخ به دنیا نخواهد آمد.
مری و آن وارد دربار می‌شوند؛ و مری با پادشاه همبسر می‌شود. با حاملگی مری، پدرش کنت و برادرش جورج ویکنت می‌شود. بدهی‌ها پرداخت شده و به اموال و زمین‌های خانواده افزوده می‌شود.
«هنری پرسی» از نجیب‌زادگان دربار که مقدمات ازدواجش با «مری تالبوت» چیده شده‌است؛ عاشق «آن» می‌شود و مخفیانه و شبانه بر خلاف قوانین دربار، با او ازدواج می‌کند. مری که مطلع می‌شود؛ برای حفاظت از خانواده، موضوع را با دایی و پدرش در میان می‌گذارد. هنری با تهدید دوک، آن را رها می‌کند و آن برای آموزش به دربار فرانسه فرستاده می‌شود.
در حالی که بعد از چند ماه از بارداری، بیم سقط فرزند مری می‌رود؛ با نقشه دایی و پدر، «آن» برای همبستری با شاه برگردانده می‌شود. در دربار «آن» که حس نبخشیدن پادشاه فرانسه را، دلیل بر حقارت و کوچکی او می‌داند؛ با بلند مرتبه کردن جایگاه هنری هشتم، پادشاه را مجذوب خود می‌کند. پادشاه دوبار برای «آن» هدیه می‌فرستد و از او می‌خواهد که بدن خود را تسلیم شاه کند. اما «آن» نمی‌پذیرد و در صحبت با شاه که عاشق وی گذشته‌است؛ اذعان می‌کند که قصد خیانت به خواهر خود را ندارد. اما در واقع «آن» در عیادت از مری، او را باعث تمام بدبختی‌های خود می‌داند و به او می‌گوید، باید مزه خیانت را بچشد.
با بستری مری در نهایت موفق می‌شود، پسری به دنیا بیاورد؛ که البته به خاطر حرامزاده بودن نمی‌تواند، جانشین پادشاه گردد. مری و فرزندش با دستور شاه به «راچفورد» برگردانده می‌شوند. «آن» که سودای ملکه شدن را در سر دارد؛ از شاه می‌خواهد همسرش را طلاق دهد تا فرزند پسر احتمالی آنها، بتواند جانشین شاه گردد.
از طرفی «مری تالبوت» متوجه ازدواج قبلی «آن» با همسرش «هنری پرسی» می‌شود؛ و به شاه نامه می‌نویسد. شاه برای تأیید صحت اطلاعات مری را به دربار می‌خواند؛ و مری برای حافظت از «آن»، مجبور به دروغ گویی می‌شود.
ملکه در جلسه دادگاه طلاق، با اعلام وفادارای و عشق به پادشاه، طلاق را منوط به اجازه اسقف اعظم رم می‌کند و پادشاه را به خاطر دین و ایمانش در معذورت می‌گذارد. هنری هشتم که به شدت درمانده شده‌است؛ بار دیگر از «آن» درخواست رابطه جنسی می‌کند و وقتی مجدداً با جواب منفی رو به رو می‌شود؛ به «آن» تجاوز می‌کند. بالاخره با پشت کردن پادشاه به کلیسای کاتولیک که چهره انگلستان را برای همیشه عوض کرد؛ با تبعید ملکه به صومعه، در حالی که مردم «آن» را ساحره می‌خوانند؛ با هم ازدواج می‌کنند. «آن» باردار می‌شود و پس از وضع حمل دختری به نام «الیزابت» به پادشاه می‌بخشد.
یک نجیب‌زاده به نام «ویلیام استافورد» که اموال مناسبی در دربار برای خود جمع نموده‌است؛ به مری پیشنهاد ازدواج می‌دهد و مری که خانواده را سد راه خود می‌بیند، نمی‌تواند جواب قطعی به ویلیام بدهد.
رابطه آن و پادشاه به سردی می‌گراید و پادشاه بیشتر وقت خود را با دختری به نام «جین سیمون» می‌گذراند. «آن» پس از بارداری مجدد، با سقط مواجه می‌گردد و از ترس شاه از برادرش جورج می‌خواهد که با او همبستر شود؛ تا شاید پسری برای جانشینی به دنیا بیاید. مری که مخالف اینکار است؛ شبانه برای پیوستن به ویلیام، به «تاتون» در غرب «استافورد»، می‌گریزد. جورج نمی‌تواند به خواهرش نزدیکی کند و «آن» هم تصمیم می‌گیرد، داستان سقط را به هنری بگوید. اما «جین پارکر» همسر جورج که آنها را با هم در بستر دیده‌است؛ پادشاه را در جریان می‌گذارد. در دادگاه «آن» با وجود دفاع از خود مجرم شناخته می‌شود و وساطت مری که با خطر انداختن خود به دربار برگشته و از شاه تقاضای عفو کرده‌است؛ مورد قبول واقع نشده و جورج و آن گردن زده می‌شوند. مری، «الیزابت» را برای بزرگ کردن، پیش خود می‌برد.
«سرتوماس بولین» که بی آبرو شده بود، دو سال بعد درگذشت. دایی آنها «دوک نورفولک» به زندان افکنده شد و سه نسل از او شامل پسر، نوه و نتیجه همگی به جرم خیانت گردن زده شدند.
ترس هنری هشتم از نبود جانشین پسر بی اساس شد و فرزند دختر مو قرمز «آن» یعنی «ملکه الیزابت» ۴۵ سال بر انگلستان حکومت کرد.

## بازیگران
- ناتالی پورتمن
- اسکارلت جوهانسون
- اریک بانا
- جیم استرجس
- کریستین اسکات توماس
- مارک رایلنس
- دیوید موریسی
- بندیکت کامبربچ
- آنا تورنت کاترین آراگن
- ادی ردمین
- جونو تیمپل
- آلفی آلن
- اندرو گارفیلد